# Phaeochroops meghalayicus
Phaeochroops meghalayicus là một loài bọ cánh cứng trong họ Hybosoridae. Loài này được Keith miêu tả khoa học năm 2001.